# Громницький Сидір

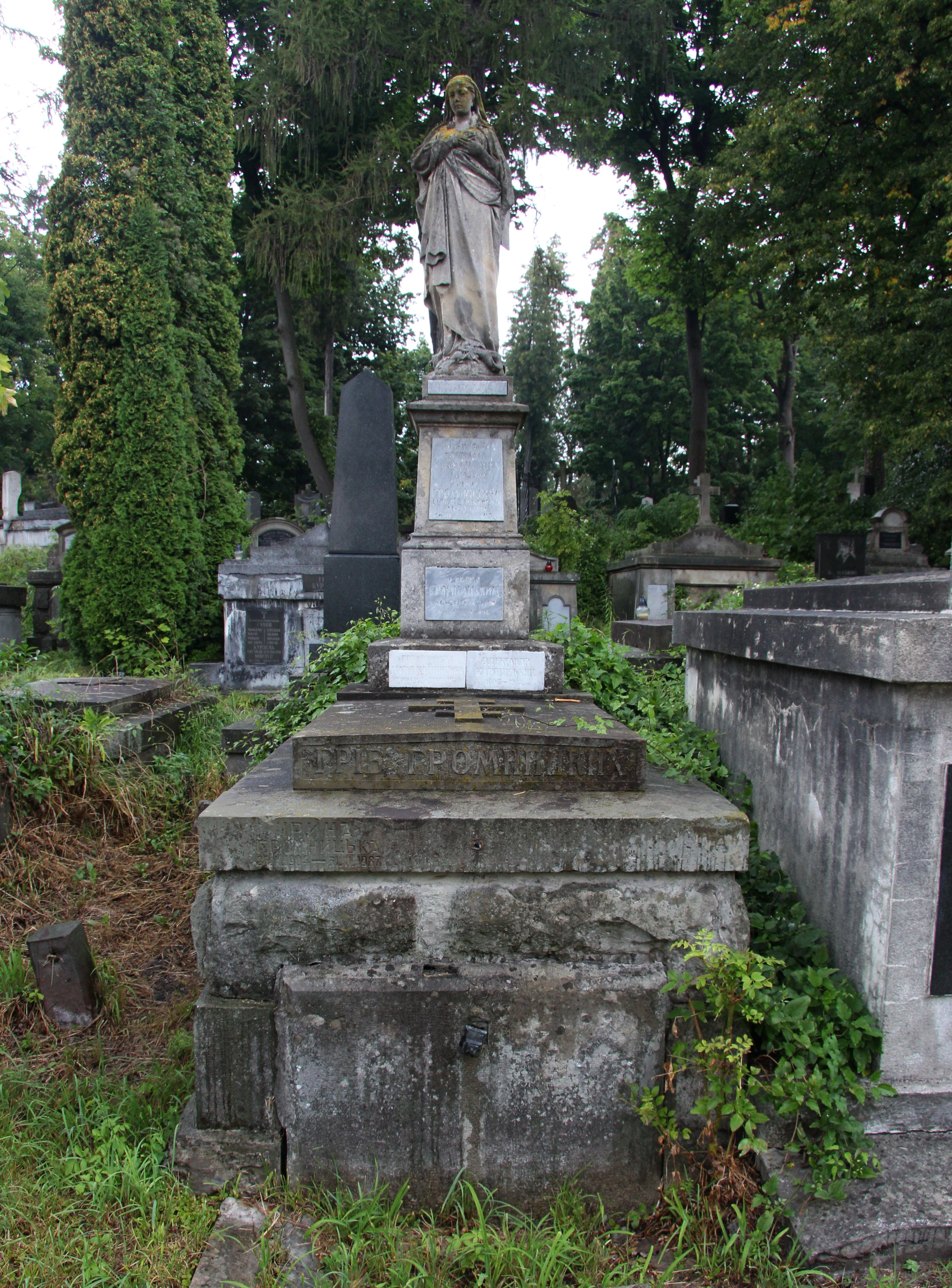

Си́дір Громни́цький (або Ісидор Громницький; 7 січня 1850, с. Загірочко, Королівство Галичини та Володимирії, Австрійська імперія — 17 грудня 1937, Львів) — український громадський діяч і педагог. Почесний член Наукового товариства імені Шевченка (1886).

## Життєпис
Народився в селі Загірочко (нині село Жидачівського району Львівської області).
Студіював філософію та теологію у Віденському університеті, викладав класичні мови в Академічній гімназії у Львові (1873, 1878—1906, 1916), перший директор філії цієї гімназії.
Один із керівників громадських організацій — «Рідна школа», «Вчительська громада», «Українська бесіда», «Просвіта». Адміністратор НТШ (1884—1903). Член Крайової шкільної ради (1914—1920), депутат ради міста Львова (1916—1927).
Помер у Львові. Похований на Личаківському цвинтарі, поле № 72.